# Louis II. Phélypeaux de La Vrillière

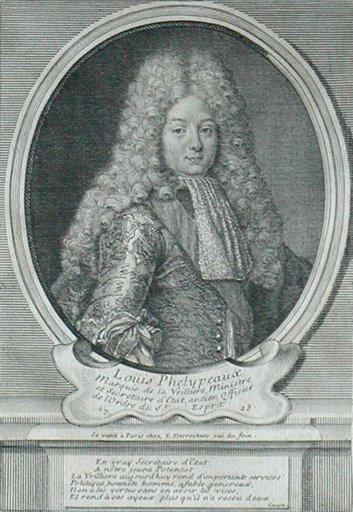
Louis Phélypeaux, Marquis de La Vrilliére, Anonym, Musée de la Marine de Loire, Châteauneuf-sur-Loire

Louis (II.) Phélypeaux (* 14. April 1672; † 7. September 1725 in Fontainebleau), Marquis de La Vrillière, de Châteauneuf et de Château de Tanlay, Baron d’Hervy, Comte de Saint-Florentin, war ein französischer Staatsmann.

## Leben
Louis Phélypeaux war der Sohn von Balthazar Phélypeaux, Marquis de Châteauneuf († 27. April 1700), und Marie Marguerite de Fourcy († April 1711). Er folgte am 10. Mai 1700 seinem Vater als „Staatssekretär der vorgeblich reformierten Religion“ (Secrétaire d’État aux ceux de la religion prétendue réformée, RPR).
Als der Herzog von Orléans nach dem Tod Ludwigs XIV. († 1. September 1715) Regent von Frankreich für den minderjährigen Ludwig XV. geworden war, zwang er am 7. November 1715 Jérôme Phélypeaux de Pontchartrain dazu, sein Amt als Secrétaire d’État à la Maison du Roi zugunsten seines 14-jährigen Sohnes Jean Frédéric niederzulegen – wobei Louis Phélypeaux für diesen das Amt bis zum 30. März 1718 tatsächlich ausübte. Er bereitete in dieser Zeit Jean Frédéric auf seine zukünftige Aufgabe vor – und brachte ihn am Ende dazu, eine seiner Töchter zu heiraten.

## Ehe und Familie
Am 1. September 1700 heiratete Louis Phélypeaux Françoise de Mailly (* 30. August 1688; † 11. September 1742), Tochter von Louis, Comte de Mailly, und Anne Marie Françoise de Sainte-Hermine. Ihre Kinder sind:
- Anne Marie (alias Hélène, * 25. November 1702; † April 1716)
- Marie Jeanne (* Juni 1704; † 1793); ⚭ 29. März 1718 Jean-Frédéric Phélypeaux de Pontchartrain (* 9. Juli 1701; † 1. September 1781), Comte de Maurepas, Secrétaire d’État
- Louis III. (* 18. August 1705; † 27. Februar 1777), Marquis und 1770 Duc de La Vrillière, Comte de Saint-Florentin, Ministre d’État und Secrétaire d‘État; ⚭ 10. Mai 1724 Amélie Ernestine (* 1701; † 10. Mai 1767), Comtesse de Platen, Tochter von Graf Ernst August von Platen-Hallermund und Sophia Caroline Eva Antoinette von Offen (Platen (pommersches Adelsgeschlecht))
- Louise Françoise (* 1708; † 3. März 1737); ⚭ 21. Mai 1722 Louis Robert Hippolyte de Bréhan, Comte de Plélo (* 28. März 1699; X 27. Mai 1734) – die Eltern von Louise-Félicité de Brehan de Plélo (1726–1796), die 1740 Emmanuel-Armand de Vignerot du Plessis de Richelieu, Duc d’Aiguillon (1720–1788) heiratete, den späteren Außenminister Ludwigs XVI.

Françoise de Mailly, Louis’ Witwe, heiratete am 14. Juni 1731 in zweiter Ehe Paul Jules de La Porte (1666–1731), Duc de Mazarin et de La Meilleraye.